# عبدالرسول خیراندیش
عبدالرسول خیراندیش (متولد ۱۳۳۶ در برازجان) تاریخ‌شناس و تاریخ‌نگار ایرانی و استاد تمام دانشگاه شیراز است.

## زندگی
خیراندیش تحصیلات ابتدایی و متوسطه را در برازجان گذراند. در سال ۱۳۶۳ از دانشگاه فردوسی مشهد لیسانس تاریخ گرفت. مدتی در مراکز تربیت معلم شیراز و برازجان تدریس می‌کرد و سپس از دانشگاه تهران فوق لیسانس گرفت. مدتی در سازمان پژوهش و برنامه‌ریزی وزارت آموزش و پرورش مشغول به کار بود. در سال ۱۳۷۴ دوره دکتری تاریخ را در دانشگاه تربیت مدرس به پایان برد و پس از آن در دانشگاه‌ها و پژوهشگاه‌های مختلف به تدریس و تحقیق مشغول بوده‌است.

## آثار
- پژوهشنامه خلیج فارس، پدیدآورنده: عبدالرسول خیراندیش (به اهتمام)، مجتبی تبریزنیا (به اهتمام)، ناشر: خانه کتاب
- مغولان در تاریخ، برتولد اشپولر، عبدالرسول خیراندیش (مترجم)، ناشر: آباد بوم
- تمدن‌های بزرگ جهان: آسیای صغیر، عبدالرسول خیراندیش، ناشر: مدرسه
- تمدن چین باستان، عبدالرسول خیراندیش، ناشر: مدرسه
- تاریخ‌شناسی دوره پیش‌دانشگاهی: رشته علوم انسانی، گروه مؤلفان، ناشر: مدرسه
- برازجان: سرزمین آفتاب بامدادان، عبدالرسول خیراندیش، ناشر: آباد بوم
- برازجان، ویلم فلور، عبدالرسول خیراندیش (مترجم)، ناشر: آباد بوم
- جنگنامه کشم از سراینده‌ای ناشناس و جرون نامه سروده قدری، محمدباقر وثوقی (مصحح)، عبدالرسول خیراندیش (مصحح)، ناشر: میراث مکتوب
- تاریخ بوشهر، محمدحسین سعادت کازرونی، عبدالرسول خیراندیش (مصحح)، عمادالدین شیخ الحکمایی (مصحح)، ناشر: کازرونیه، میراث مکتوب
- تمدن جدید (صنعتی) غرب، عبدالرسول خیراندیش، ناشر: مدرسه
- تمدن آفریقا: تمدن‌های بزرگ جهان، عبدالرسول خیراندیش، ناشر: مدرسه
- تمدن ایران باستان، عبدالرسول خیراندیش، ناشر: مدرسه